# Aqarib
Aqarib (tiếng Ả Rập: عقارب hay còn gọi là Aqarib al-Safiyah (tiếng Ả Rập: عقارب الصافية) là một thị trấn ở phía bắc Syria, một phần hành chính của Tỉnh Hama, nằm cách 45 kilômét (28 mi) về phía đông của Hama ở rìa sa mạc Syria. Các địa phương gần đó bao gồm Salamiyah và Tell al-Tut ở phía tây nam, Uqayribat ở phía đông nam và Sabburah ở phía bắc. Theo Cục Thống kê Trung ương Syria, Aqarib có dân số 3,830 người trong cuộc điều tra dân số năm 2004. Cư dân của nó chủ yếu là người Ismailis.
Aqarib được thành lập vào cuối thế kỷ 19 bởi những người di cư Ismaili từ khu vực Shaizar, một thị trấn phía tây Hama. Người Ismailis đã bị đuổi khỏi nhà bởi một gia đình địa chủ nổi tiếng có trụ sở tại Hama, người sở hữu khu vực xung quanh Shaizar. Một phần lý do người di cư chọn định cư ở Aqarib là sự gần gũi với Salamiyah, trung tâm của cuộc sống Ismaili ở Syria.